# Polonosuchus
Polonosuchus („polský krokodýl“) byl rod mohutného rauisuchiana, žijícího v období svrchního triasu (asi před 230 miliony let) na území dnešního jižního Polska. Jeho zkameněliny byly objeveny na lokalitě v Krasiejowě a popsány v roce 2005 Tomaszem Sulejem jako Teratosaurus silesiacus. Paleontolog Stephen Brusatte pak v roce 2009 stanovil nové rodové jméno – Polonosuchus.

## Popis

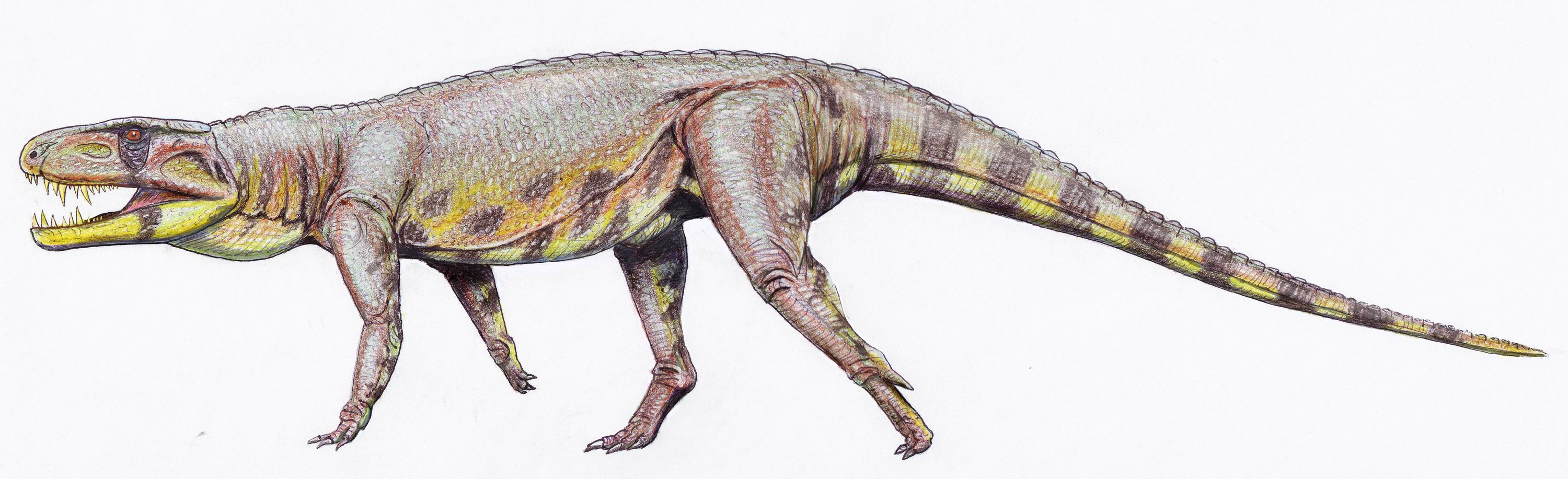
Polonosuchus - rekonstrukce vzezření.

Tento až kolem 6 metrů dlouhý dravý plaz zřejmě v době neexistence teropodních dinosaurů představoval dominantního predátora svého ekosystému a živil se takovými tvory, jako byli velcí temnospondylní obojživelníci metoposauři, cyklotosauři, býložraví aetosauři rodu Stagonolepis nebo draví fytosauři rodu Paleorhinus. Také dinosauriformové druhu Silesaurus opolensis se mohli stávat jeho občasnou kořistí. 
Později žijícím příbuzným polonosucha mohl být například Smok wawelski, žijící na konci triasu (asi před 208 až 205 miliony let) jen zhruba o 30 kilometrů dál (lokalita Lisowice).